# Comuna Bichiș, Mureș
Bichiș (în maghiară: Magyarbükkös, în germană: Buchendorf) este o comună în județul Mureș, Transilvania, România, formată din satele Bichiș (reședința), Gâmbuț, Nandra și Ozd.

## Demografie
Componența etnică a comunei Bichiș
     Maghiari (52,17%)
     Români (31,89%)
     Romi (11,33%)
     Alte etnii (0%)
     Necunoscută (4,62%)
Componența confesională a comunei Bichiș
     Reformați (51,47%)
     Ortodocși (40,98%)
     Alte religii (2,52%)
     Necunoscută (5,03%)
Conform recensământului efectuat în 2021, populația comunei Bichiș se ridică la 715 locuitori, în scădere față de recensământul anterior din 2011, când fuseseră înregistrați 805 locuitori. Majoritatea locuitorilor sunt maghiari (52,17%), cu minorități de români (31,89%) și romi (11,33%), iar pentru 4,62% nu se cunoaște apartenența etnică. Din punct de vedere confesional, majoritatea locuitorilor sunt reformați (51,47%), cu o minoritate de ortodocși (40,98%), iar pentru 5,03% nu se cunoaște apartenența confesională.

## Politică și administrație
Comuna Bichiș este administrată de un primar și un consiliu local compus din 9 consilieri. Primarul, Ferenc-Attila Mihály[*], de la Uniunea Democrată Maghiară din România, este în funcție din 2012. Începând cu alegerile locale din 2024, consiliul local are următoarea componență pe partide politice:
|  | Partid                                 | Consilieri | Componența Consiliului | Componența Consiliului | Componența Consiliului | Componența Consiliului | Componența Consiliului | Componența Consiliului |
|  | -------------------------------------- | ---------- | ---------------------- | ---------------------- | ---------------------- | ---------------------- | ---------------------- | ---------------------- |
|  | Uniunea Democrată Maghiară din România | 6          |                        |                        |                        |                        |                        |                        |
|  | Partidul Social Democrat               | 2          |                        |                        |                        |                        |                        |                        |
|  | Partidul Național Liberal              | 1          |                        |                        |                        |                        |                        |                        |

## Imagini

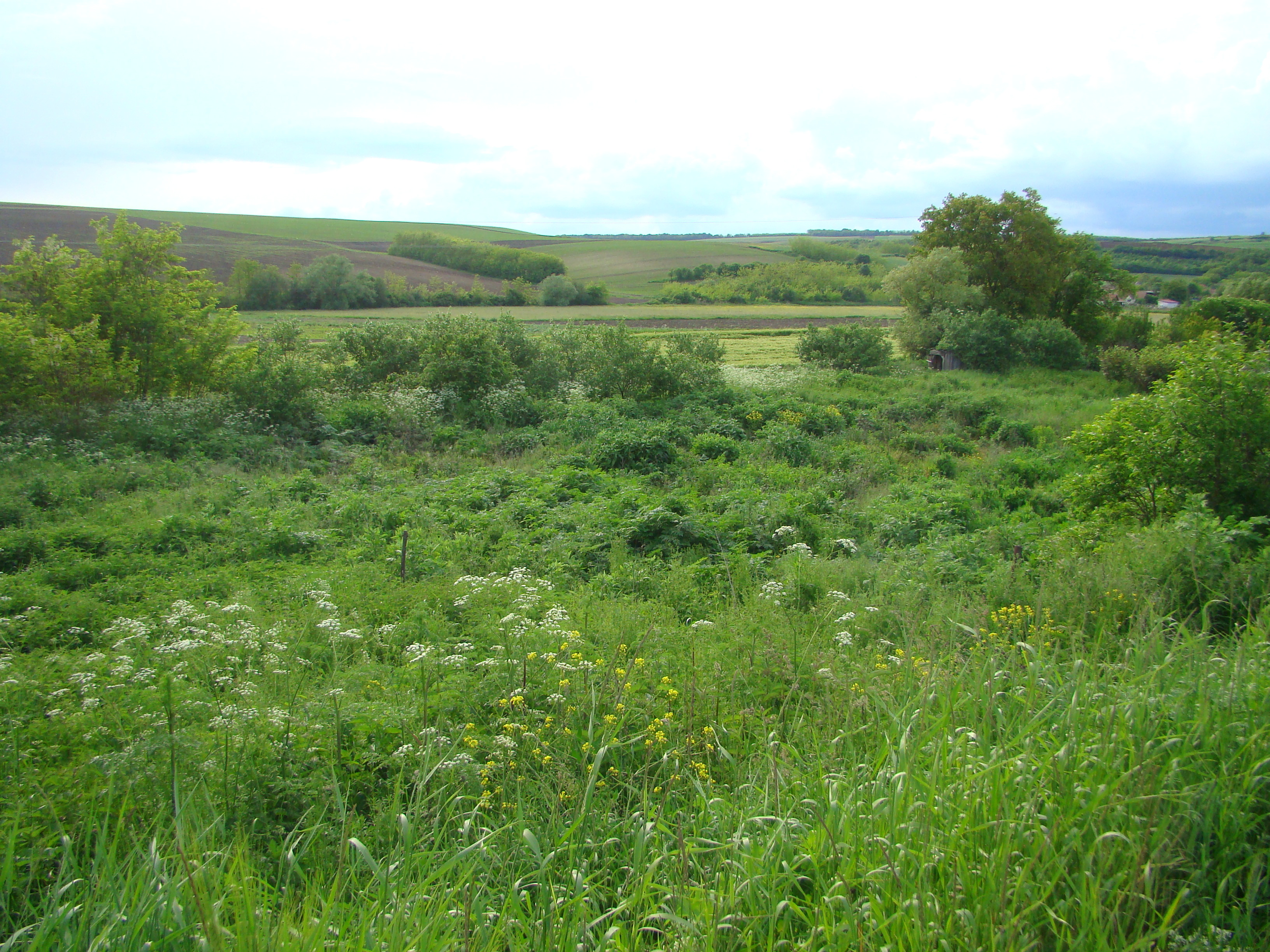
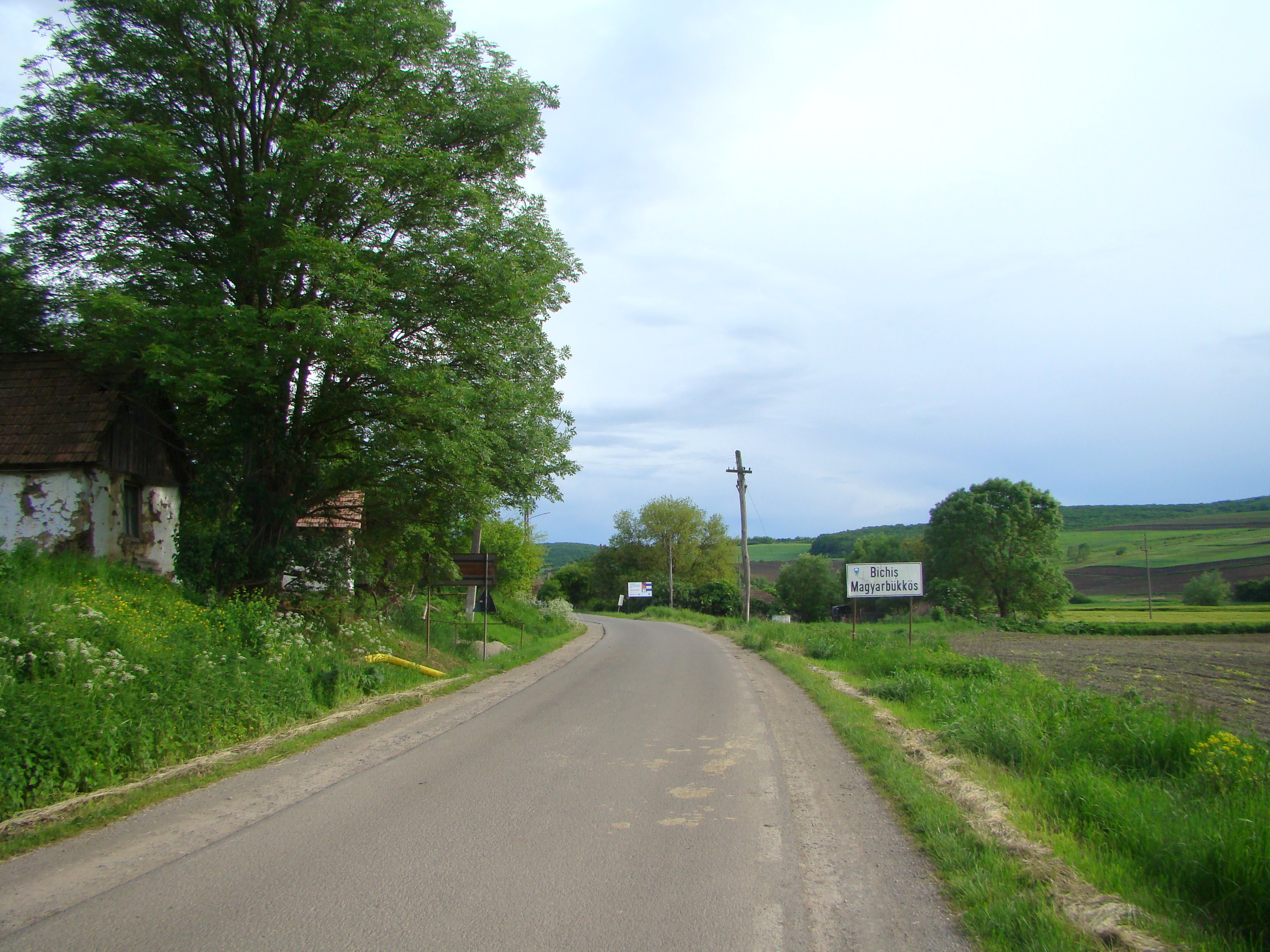
Intrarea în satul Bichiș
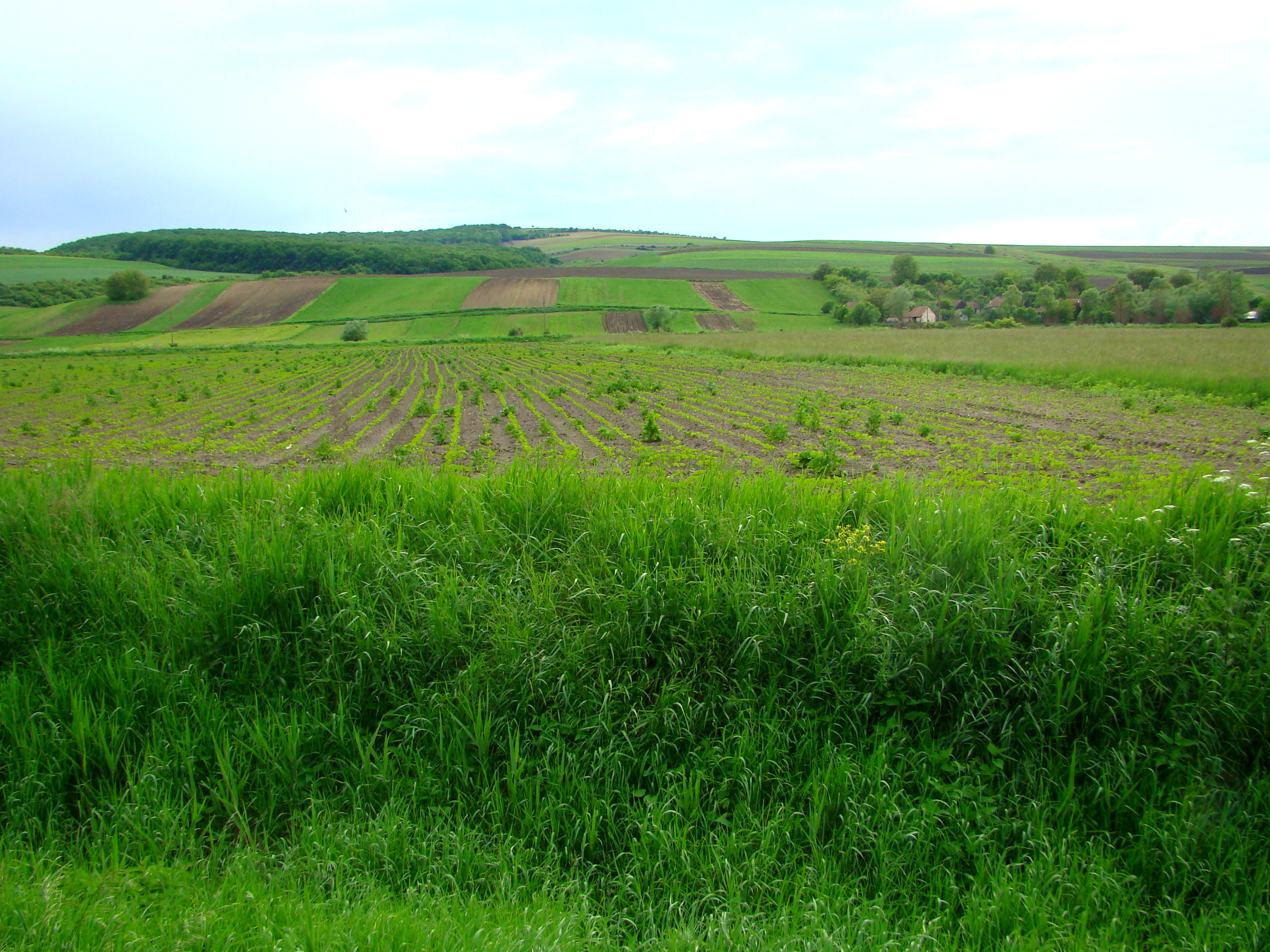
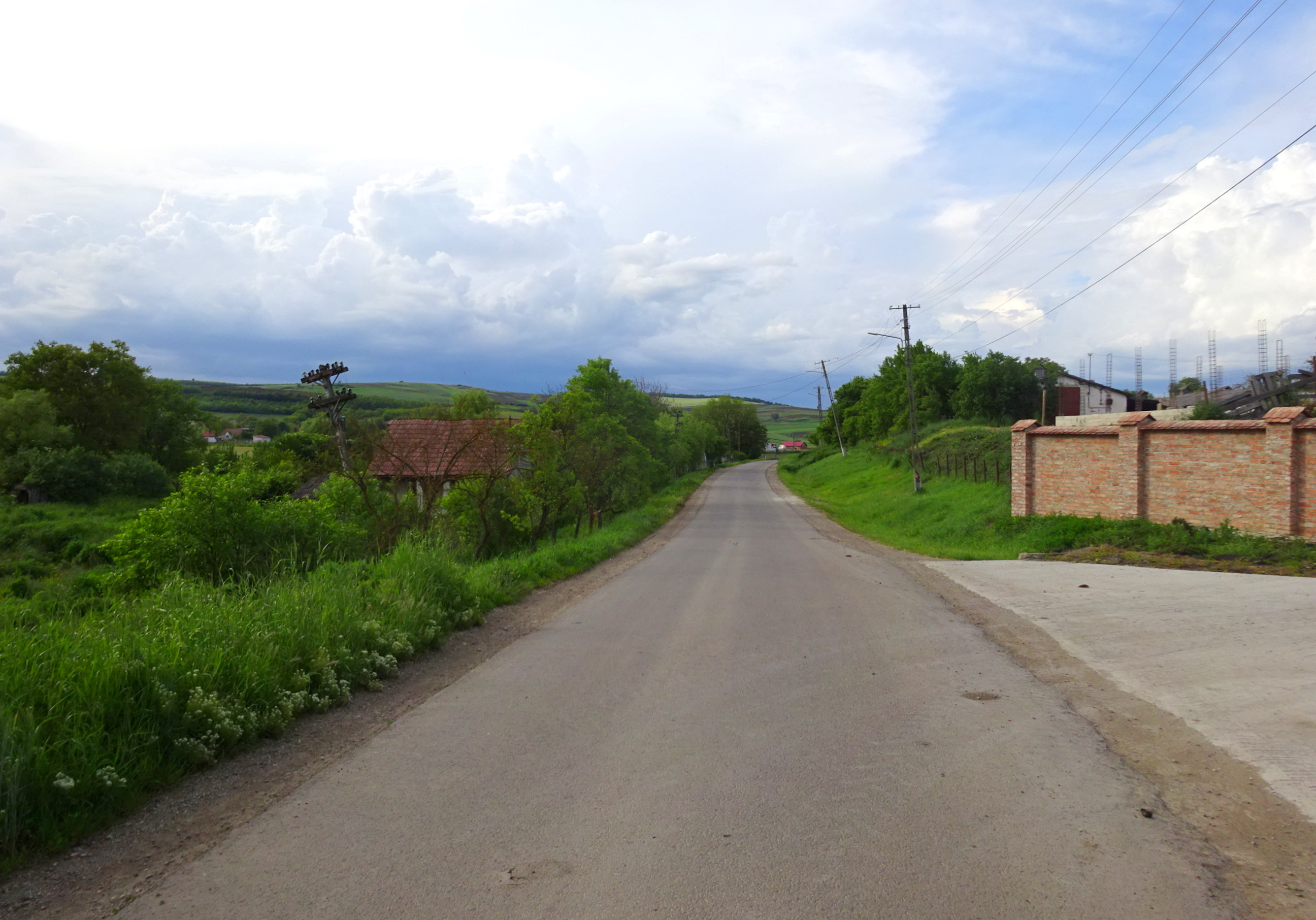
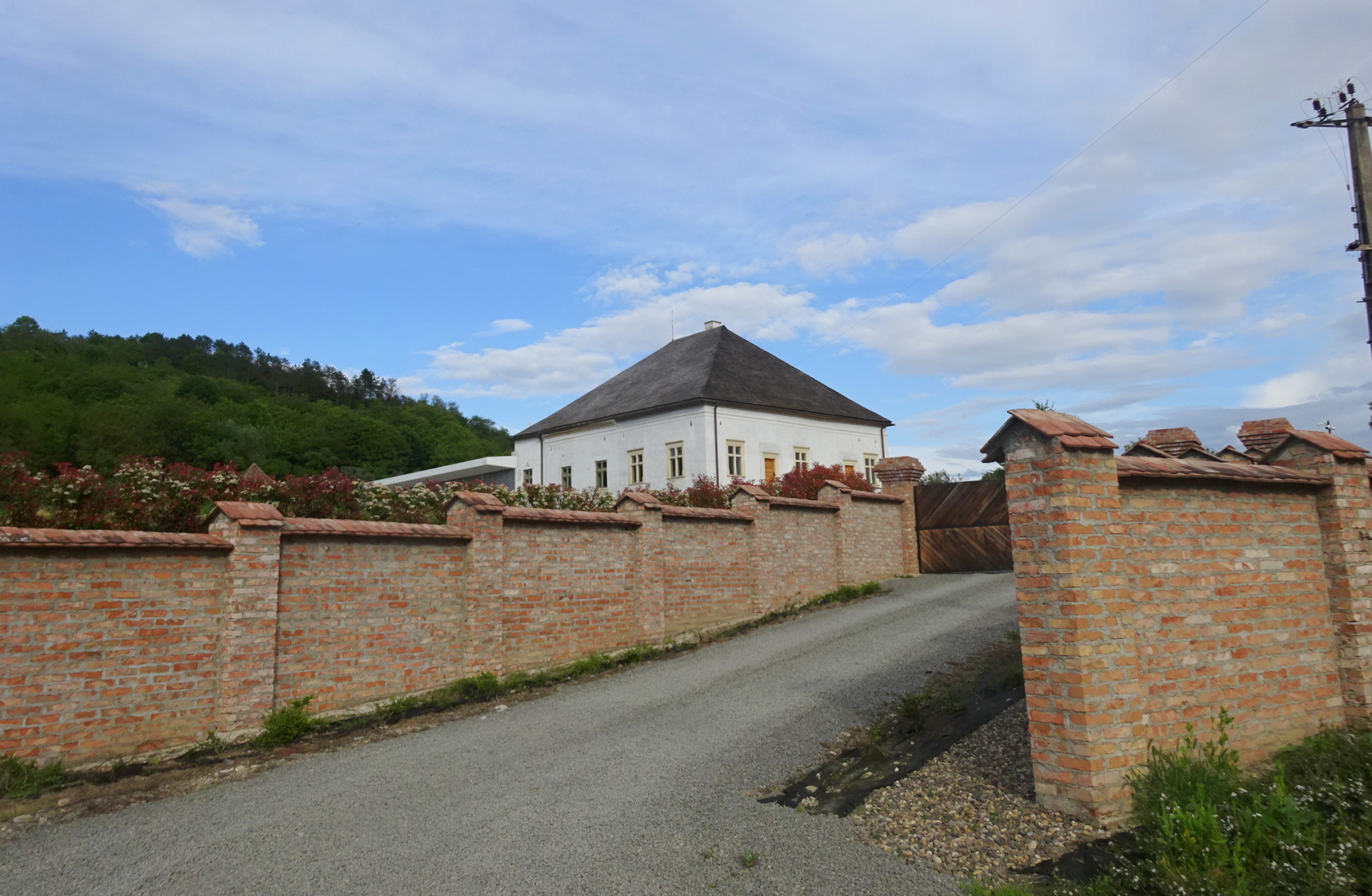
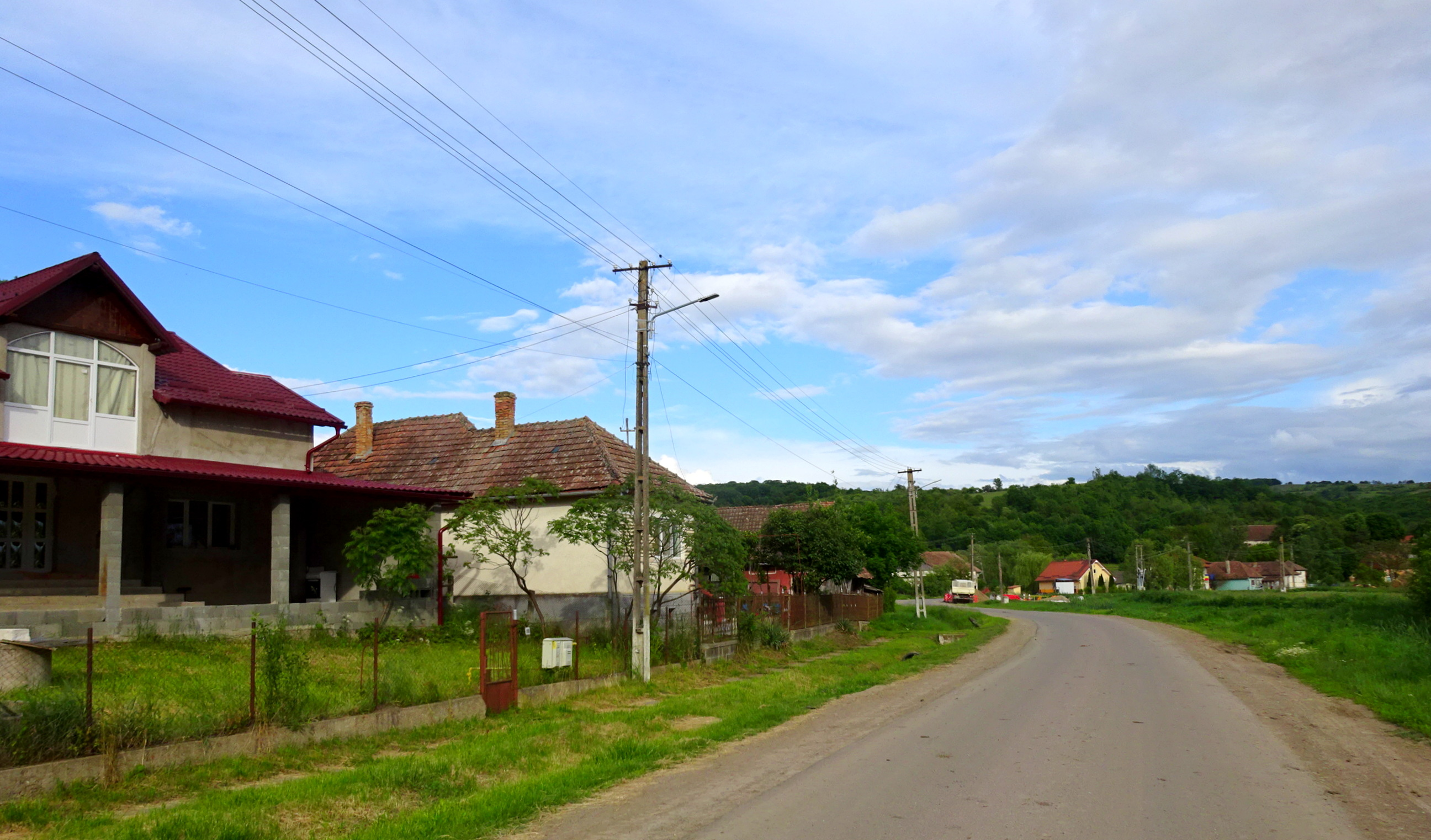
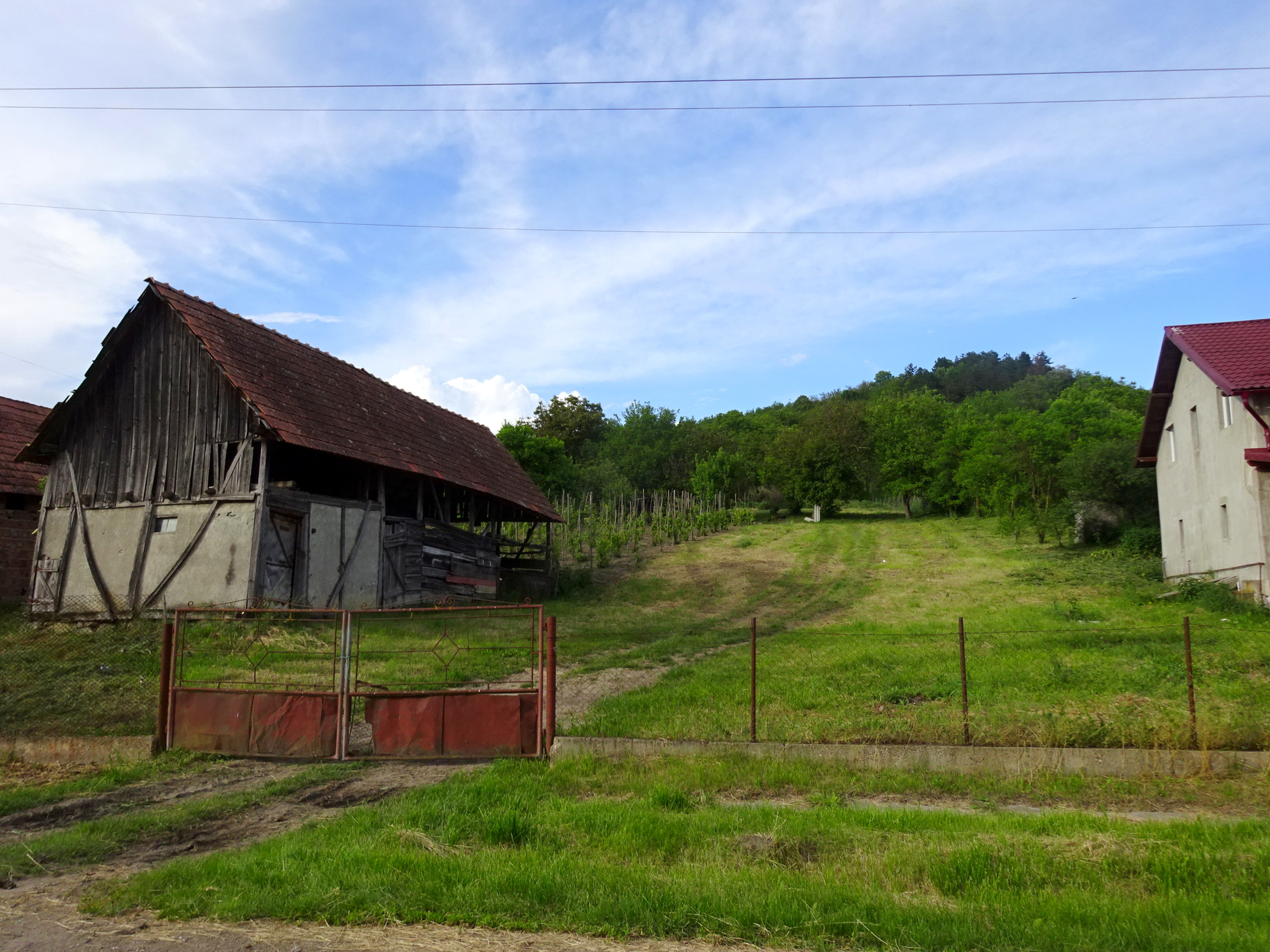
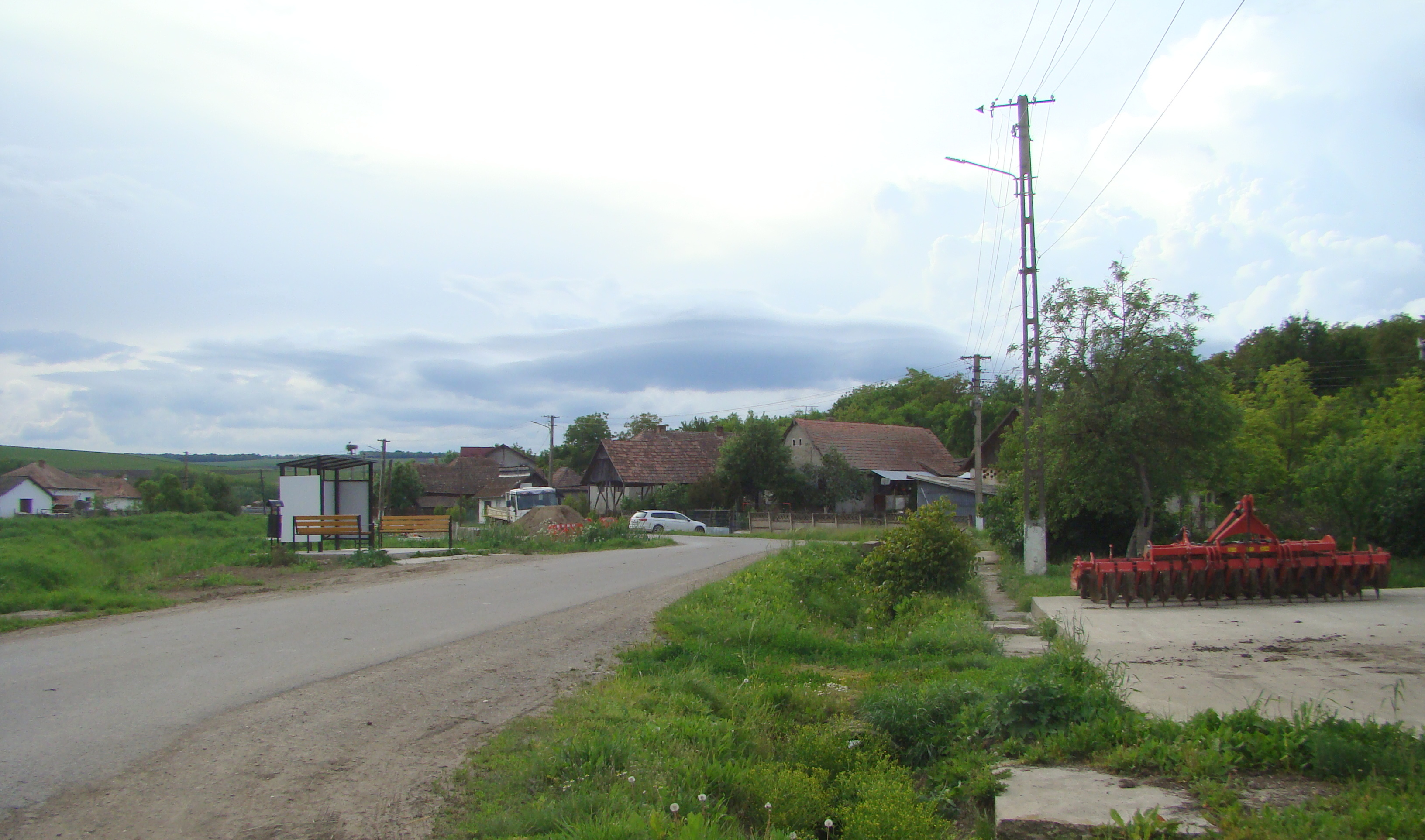
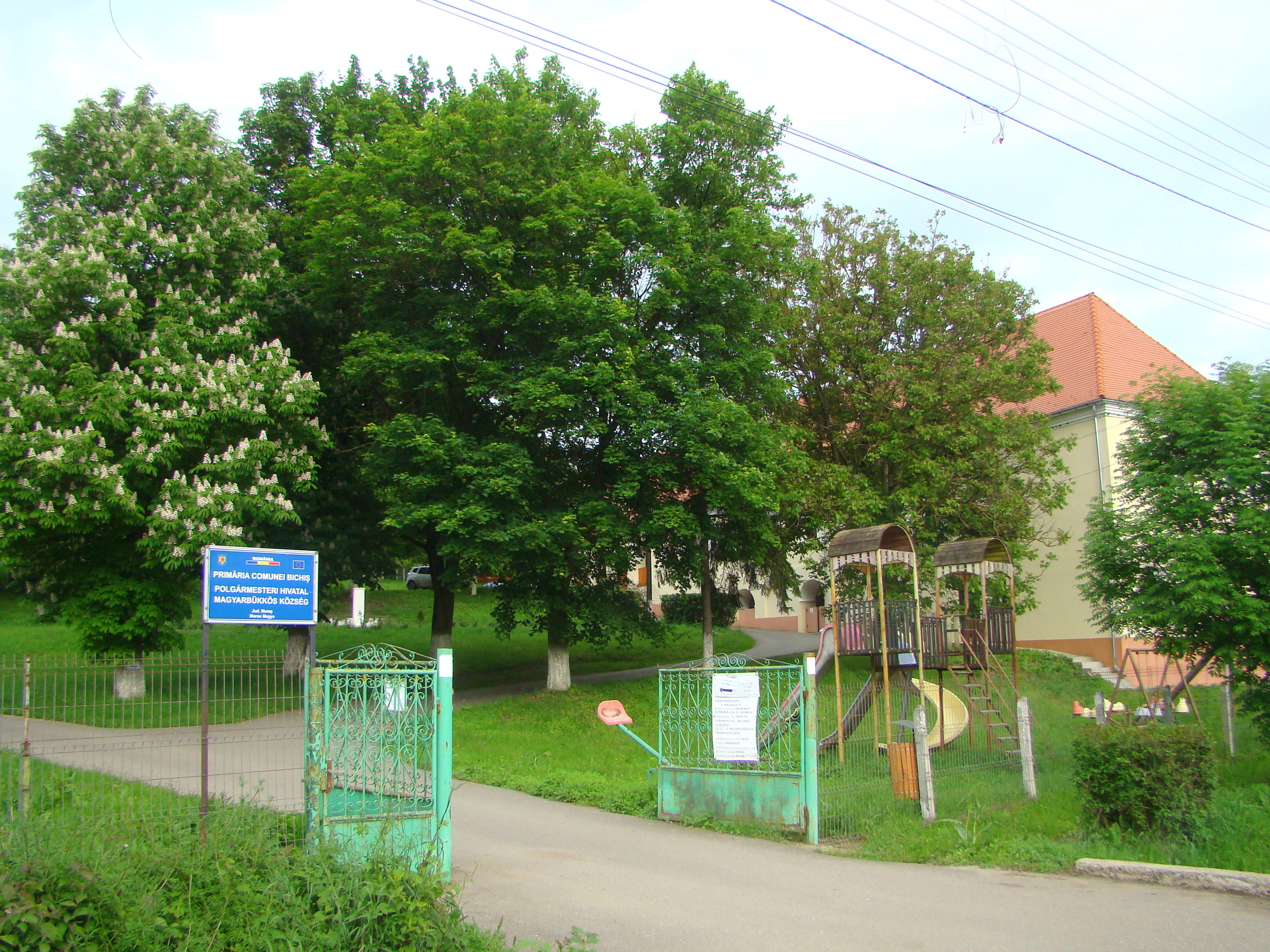
Primăria comunei
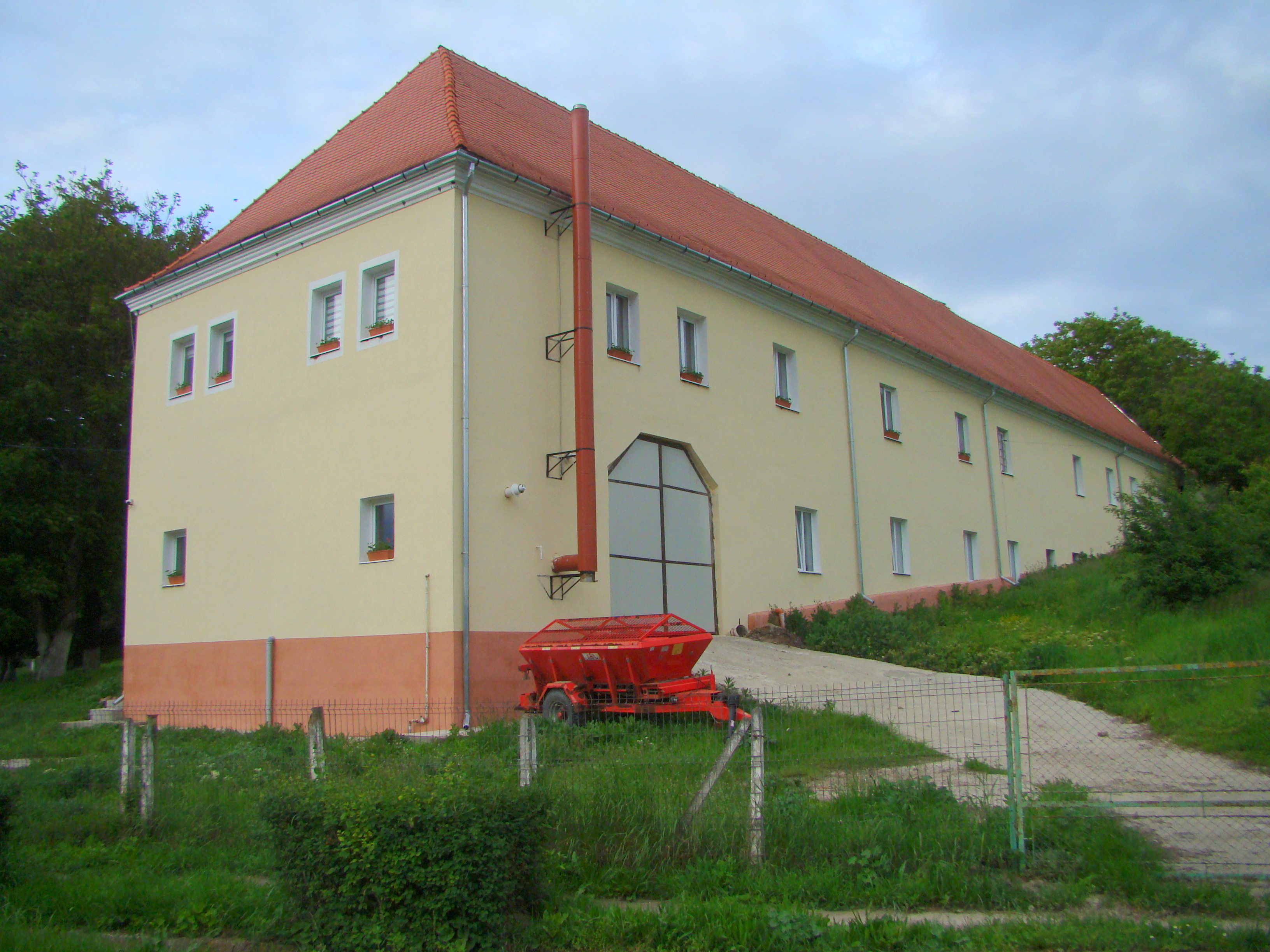
Primăria comunei
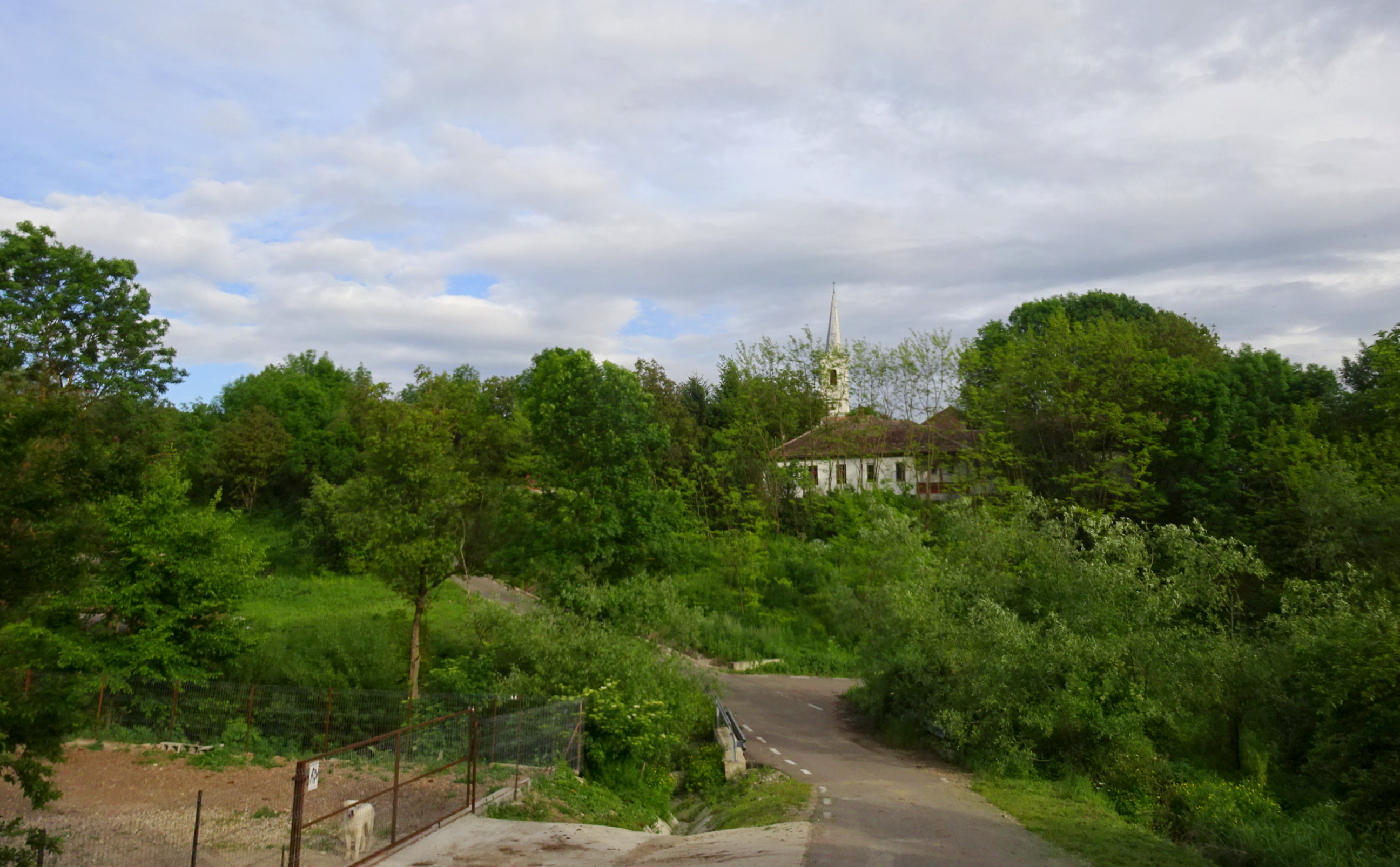
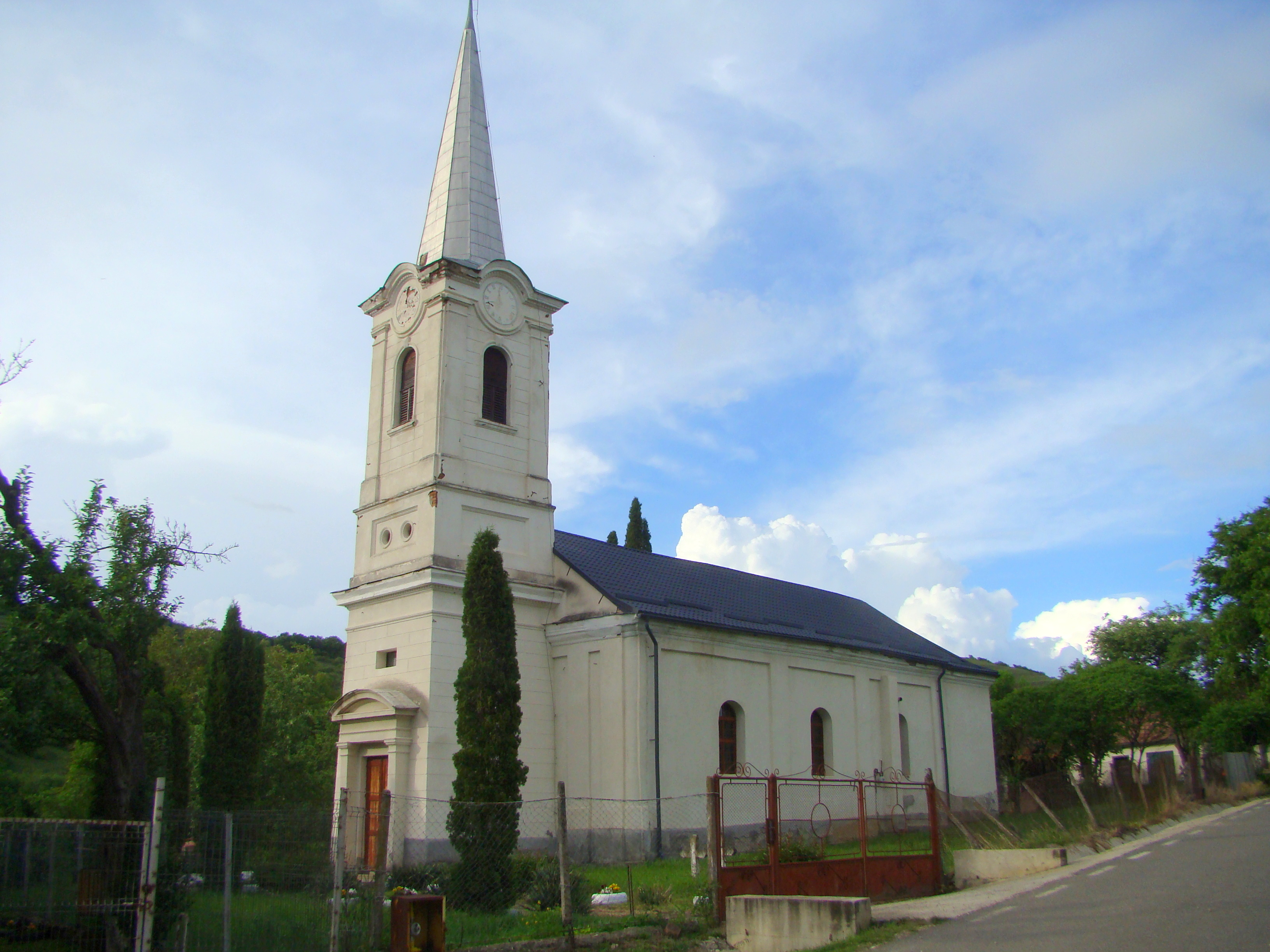
Biserica reformată din Bichiș (1780)
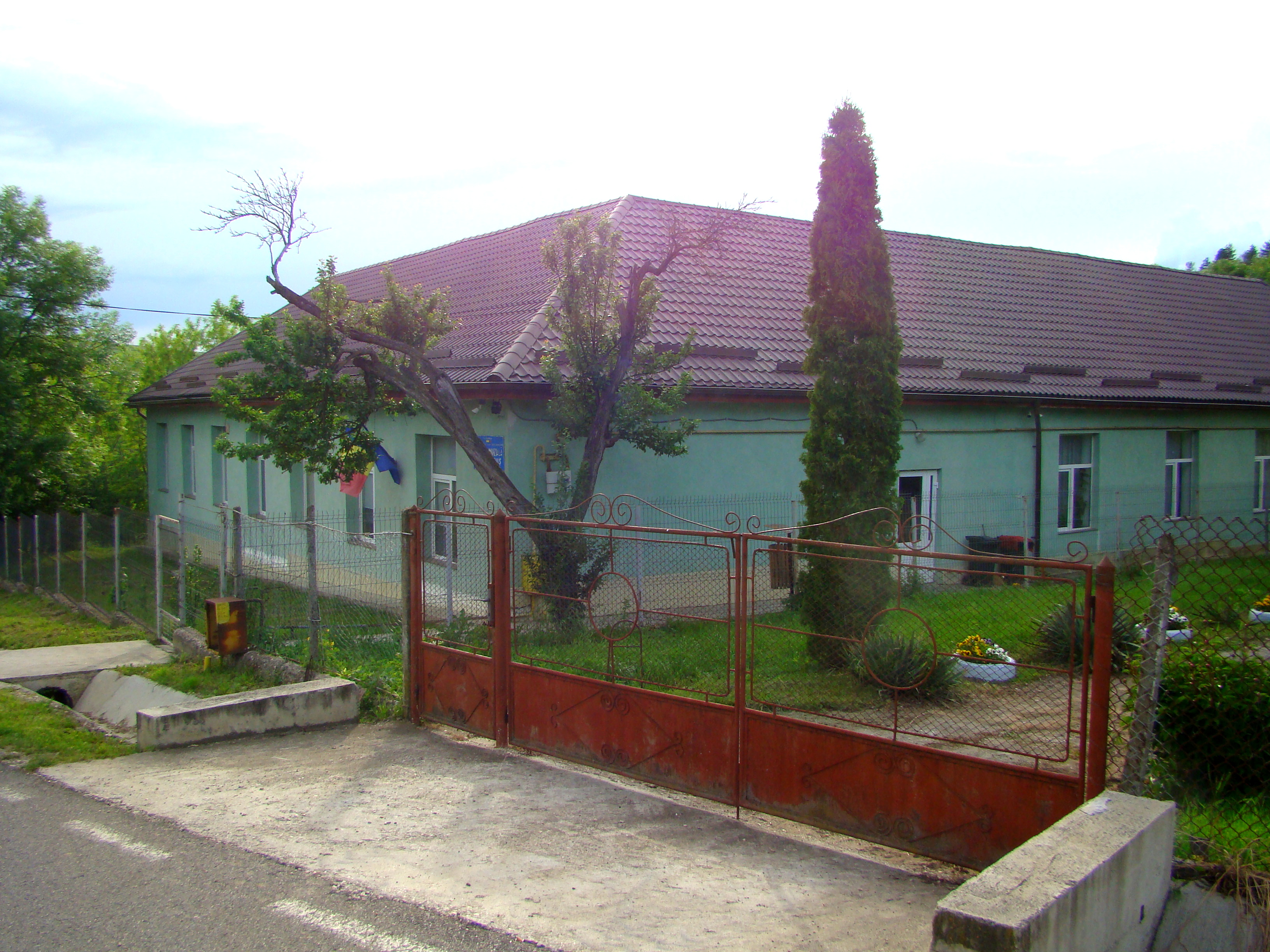
Școala
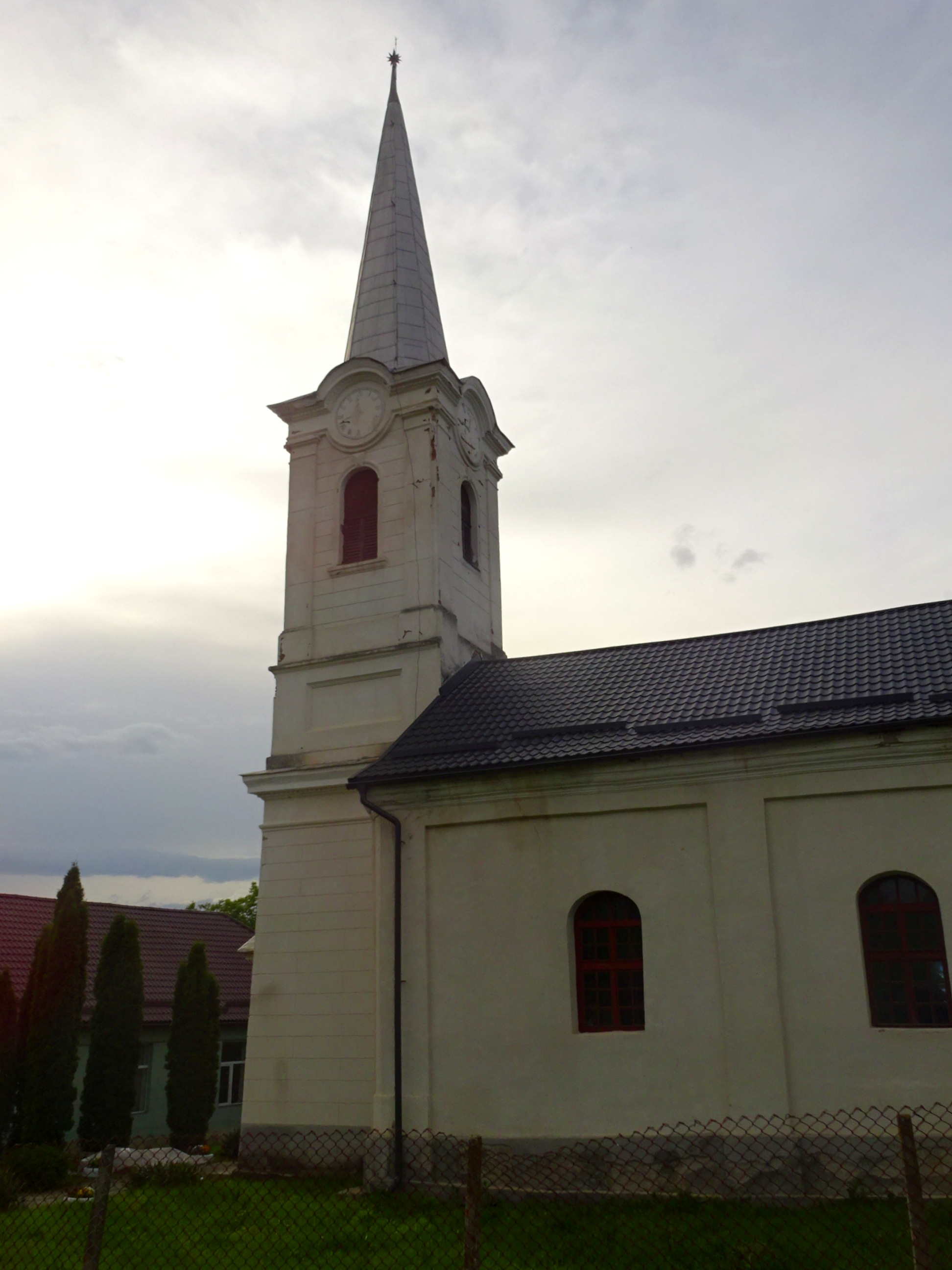
Turnul bisericii reformate
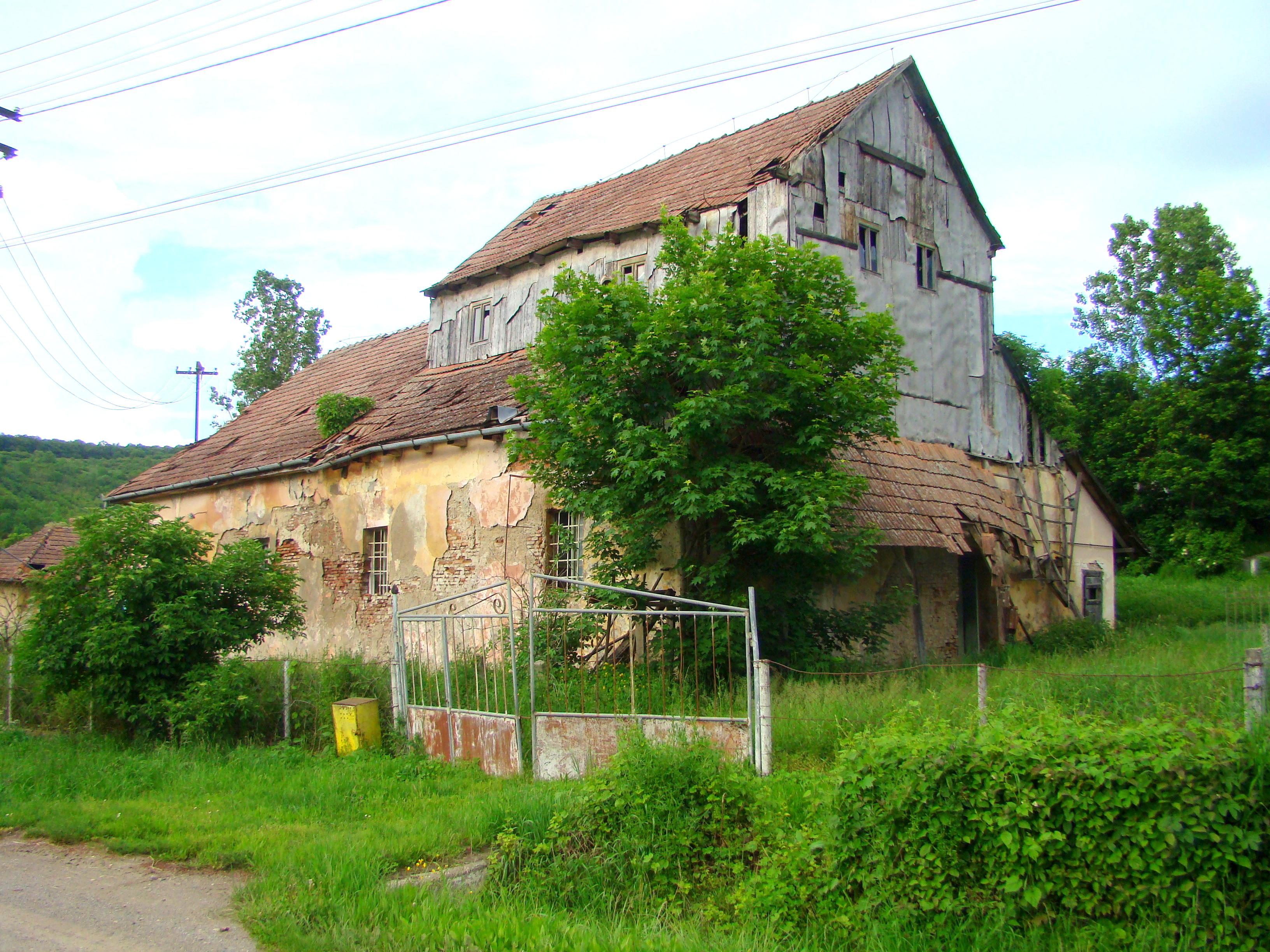
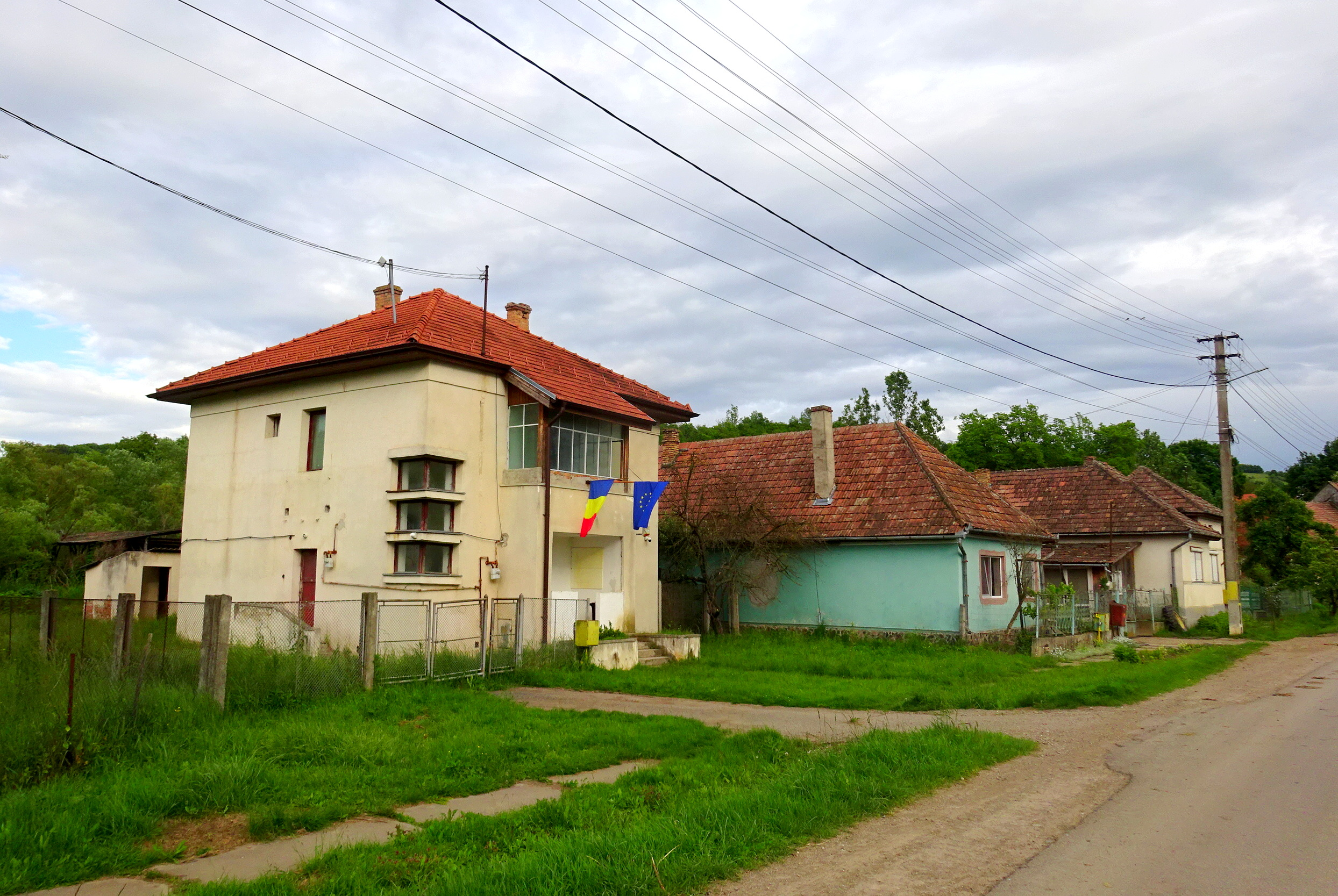
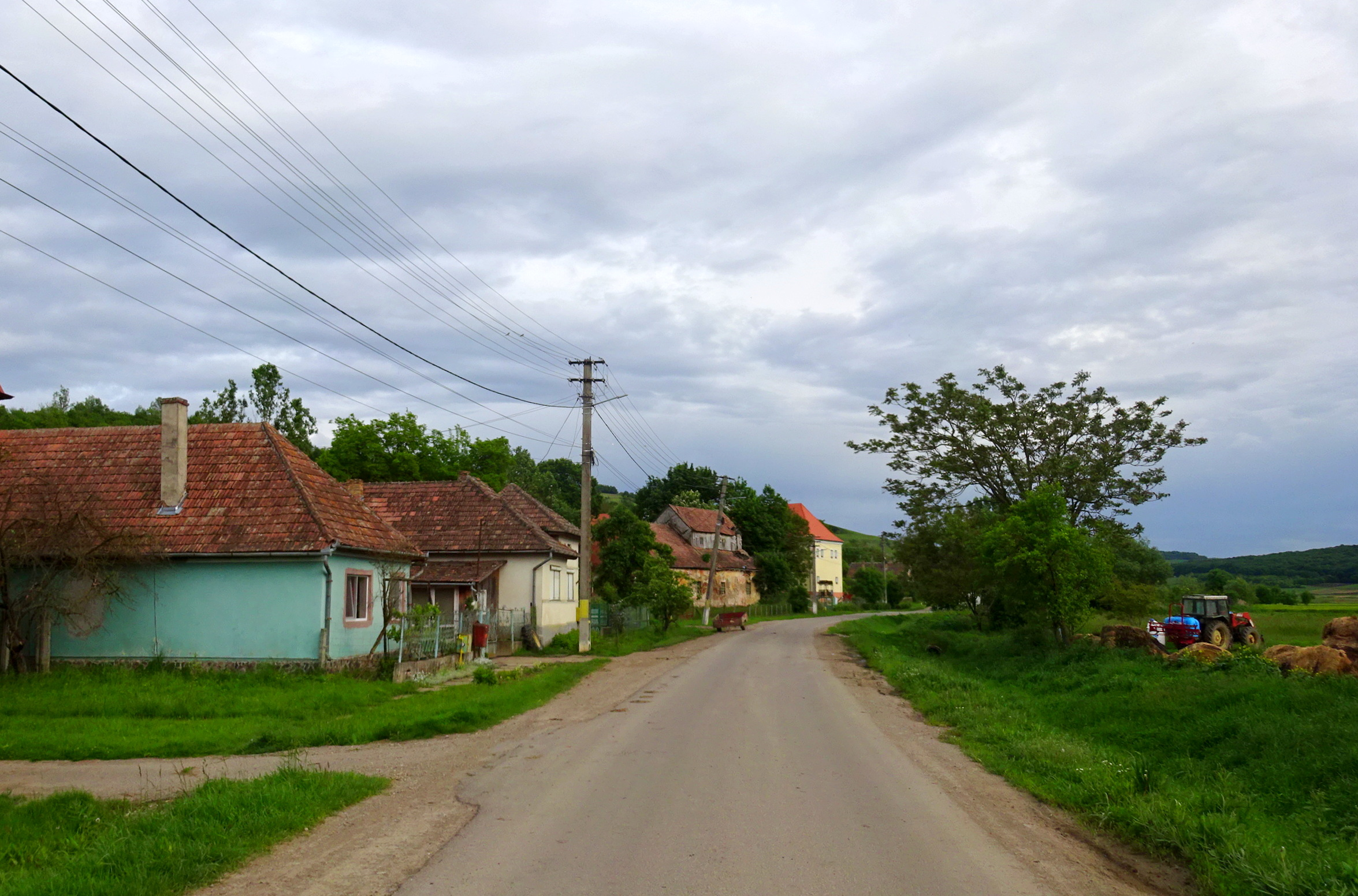
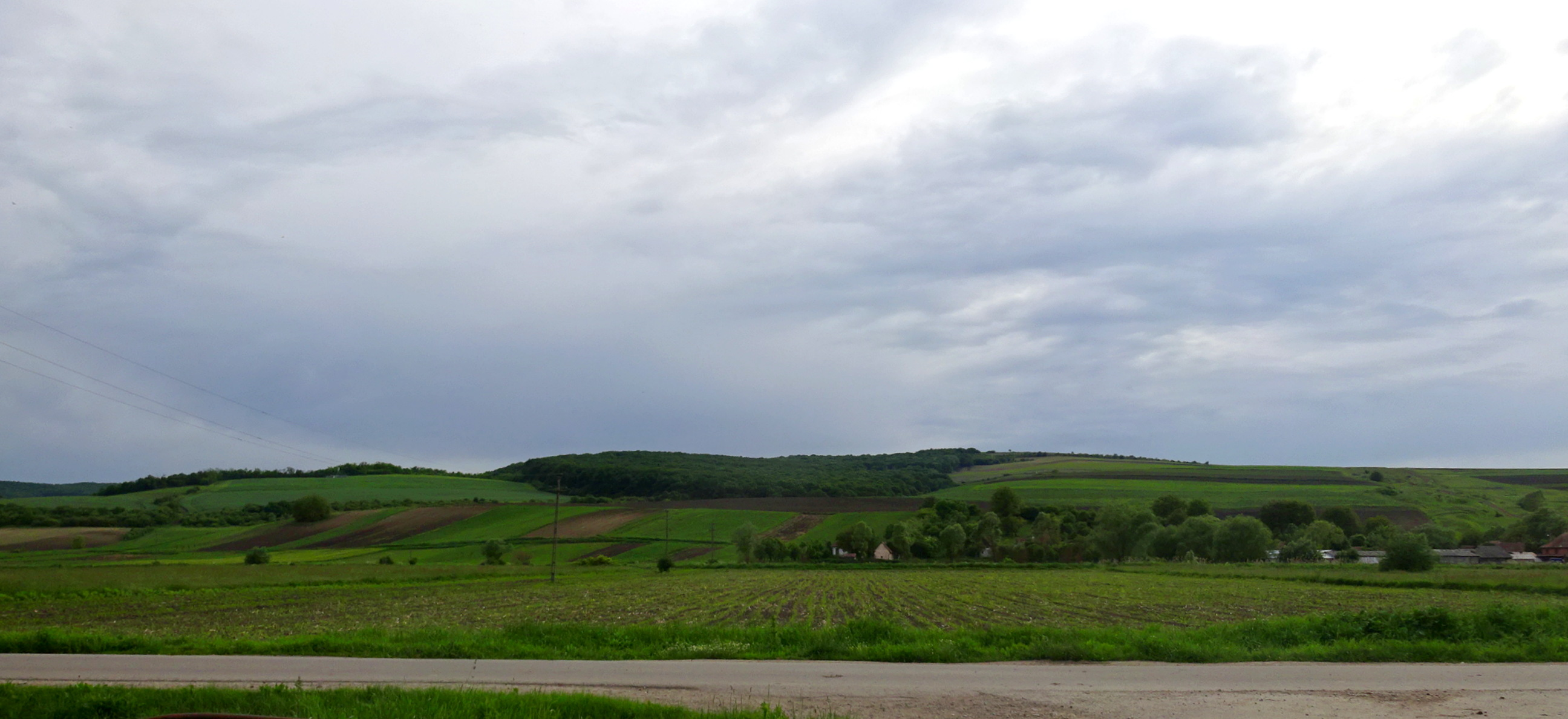
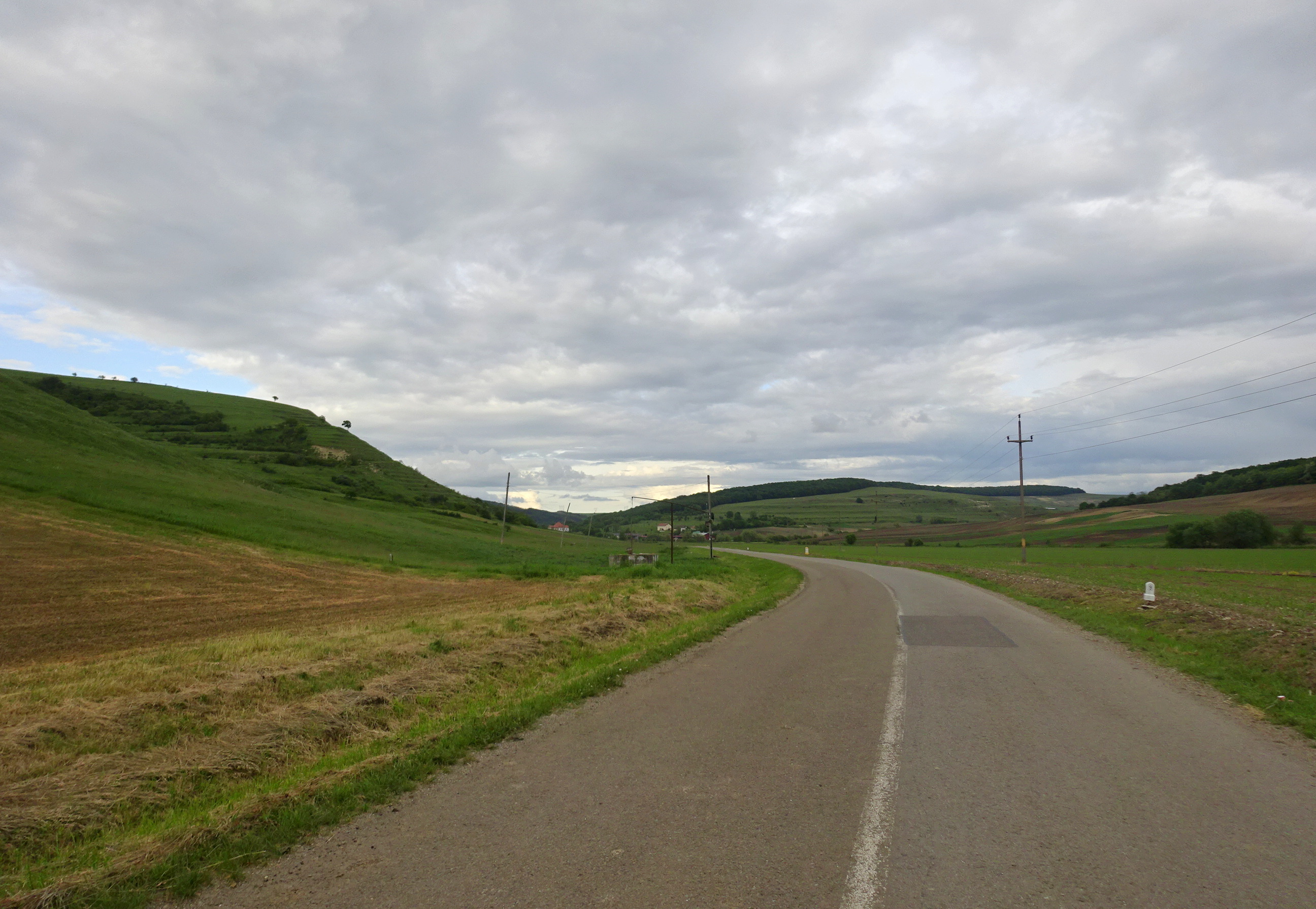
Drumul Bichiș-Ozd
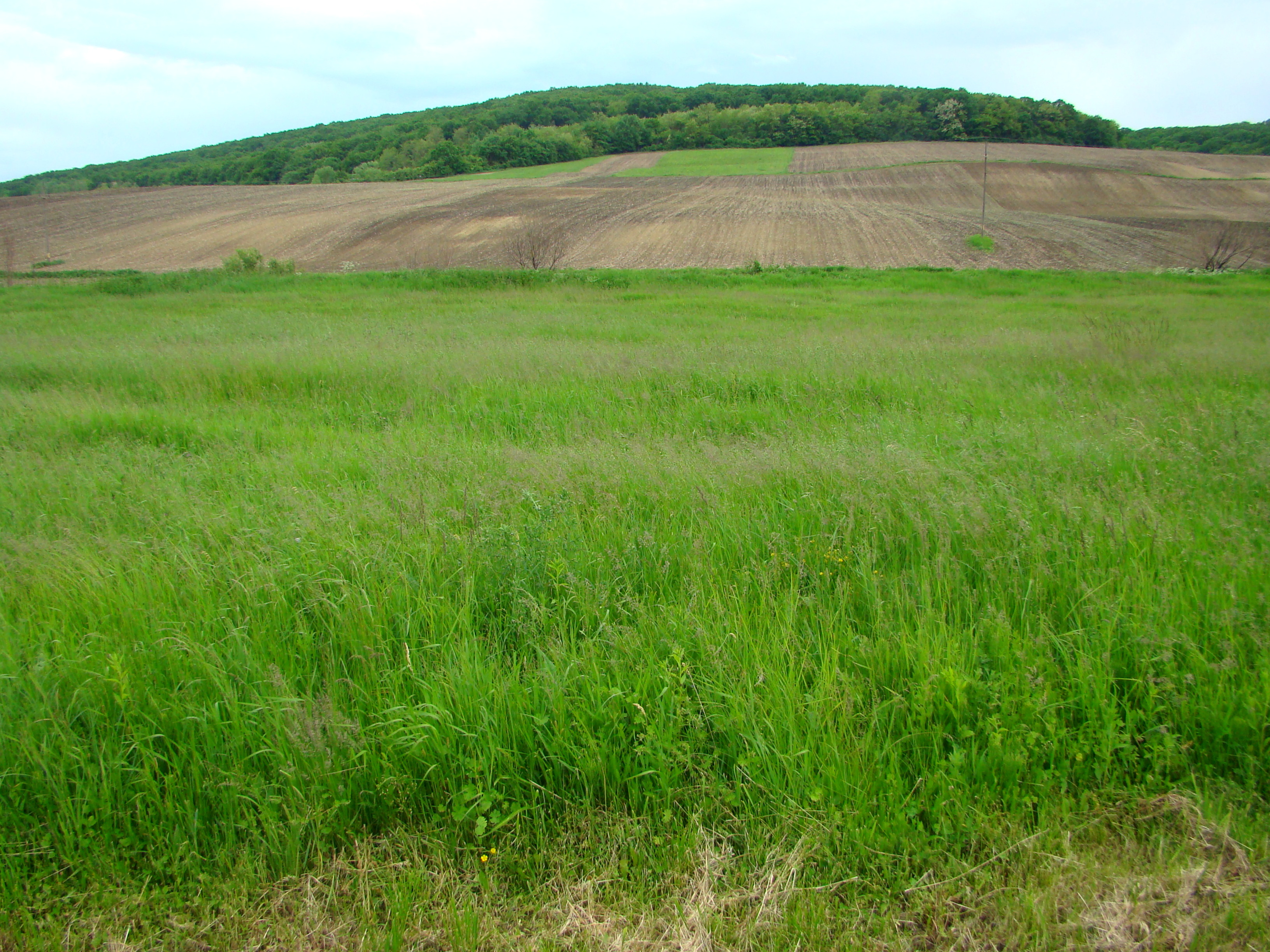
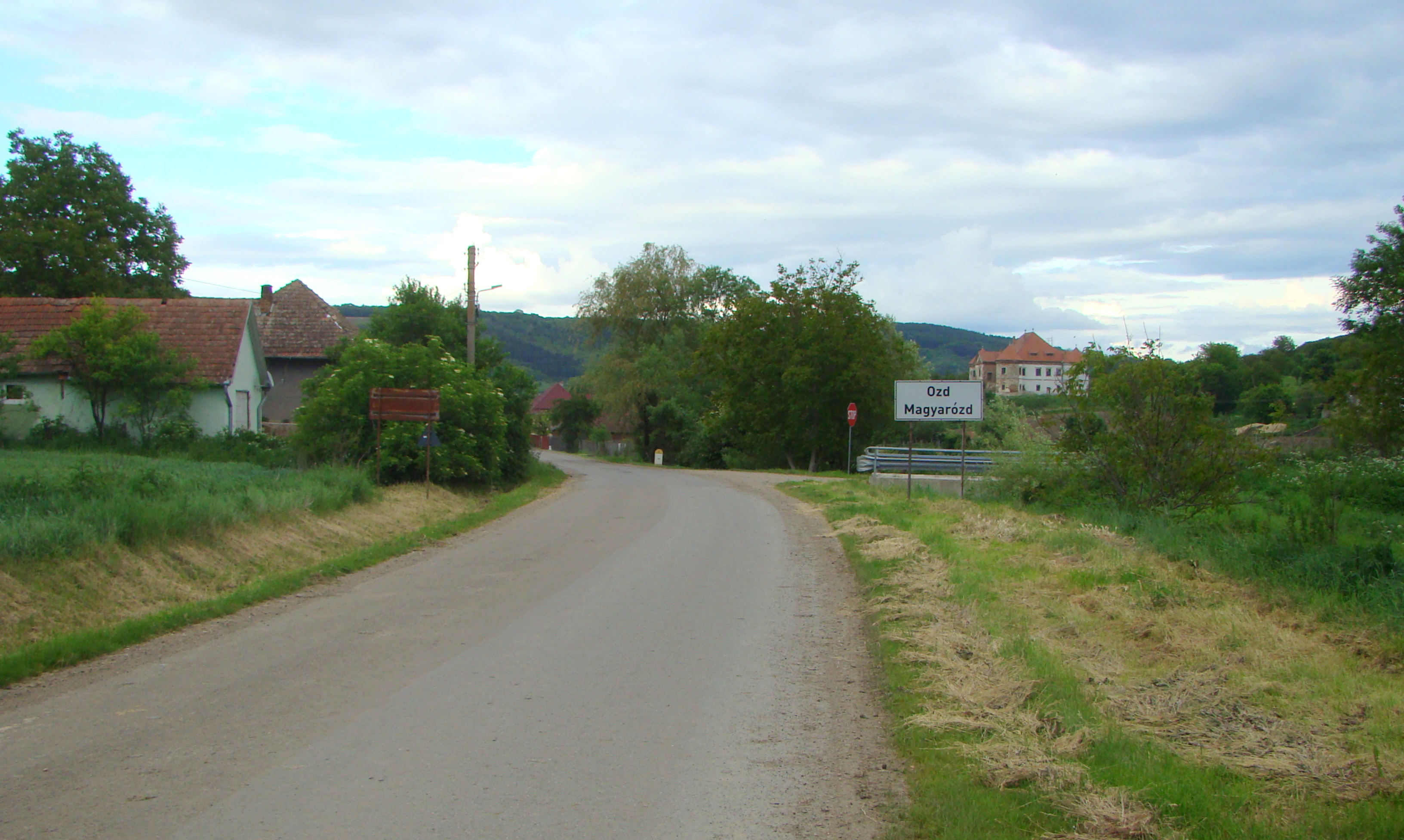
Ozd
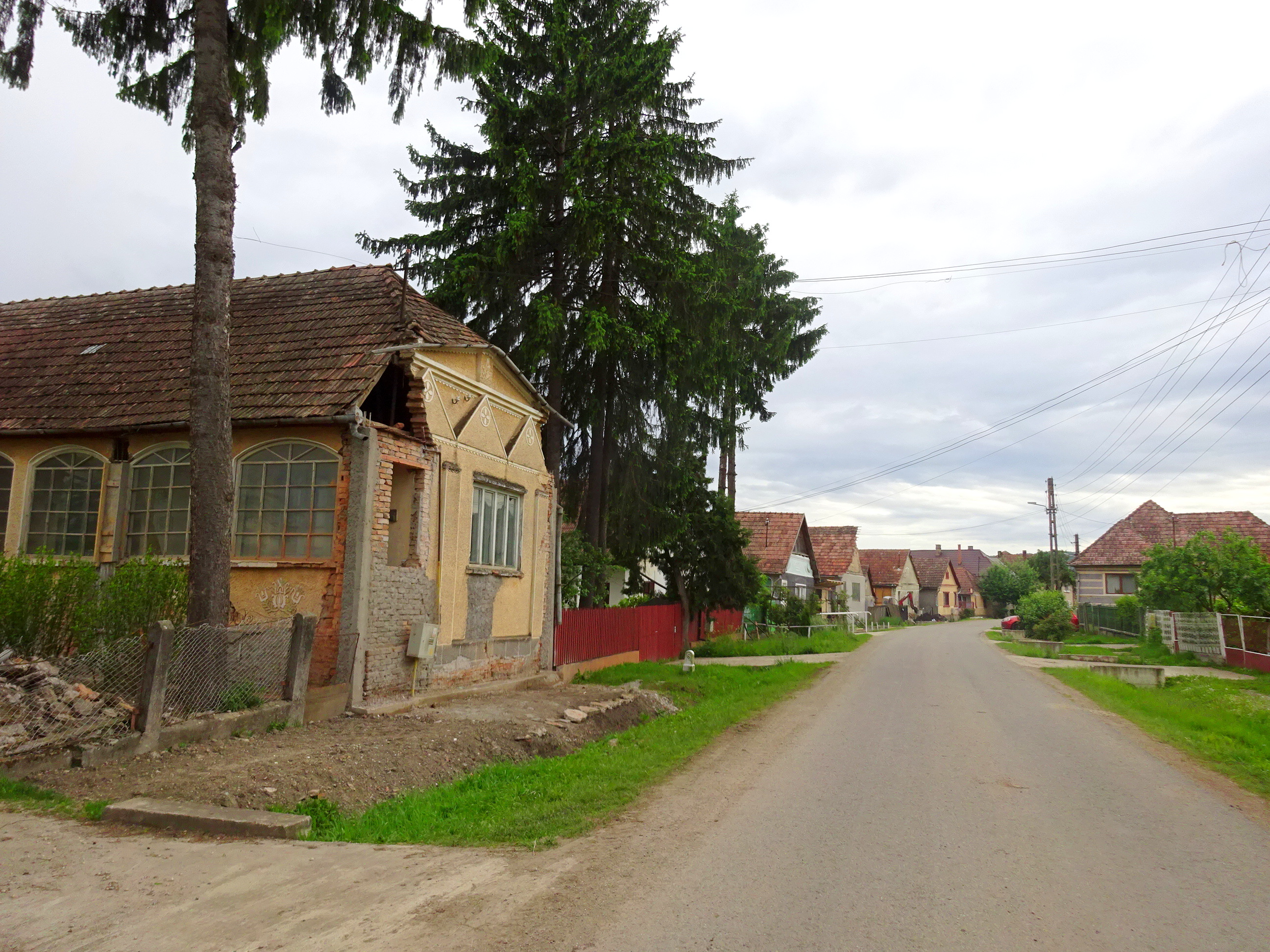
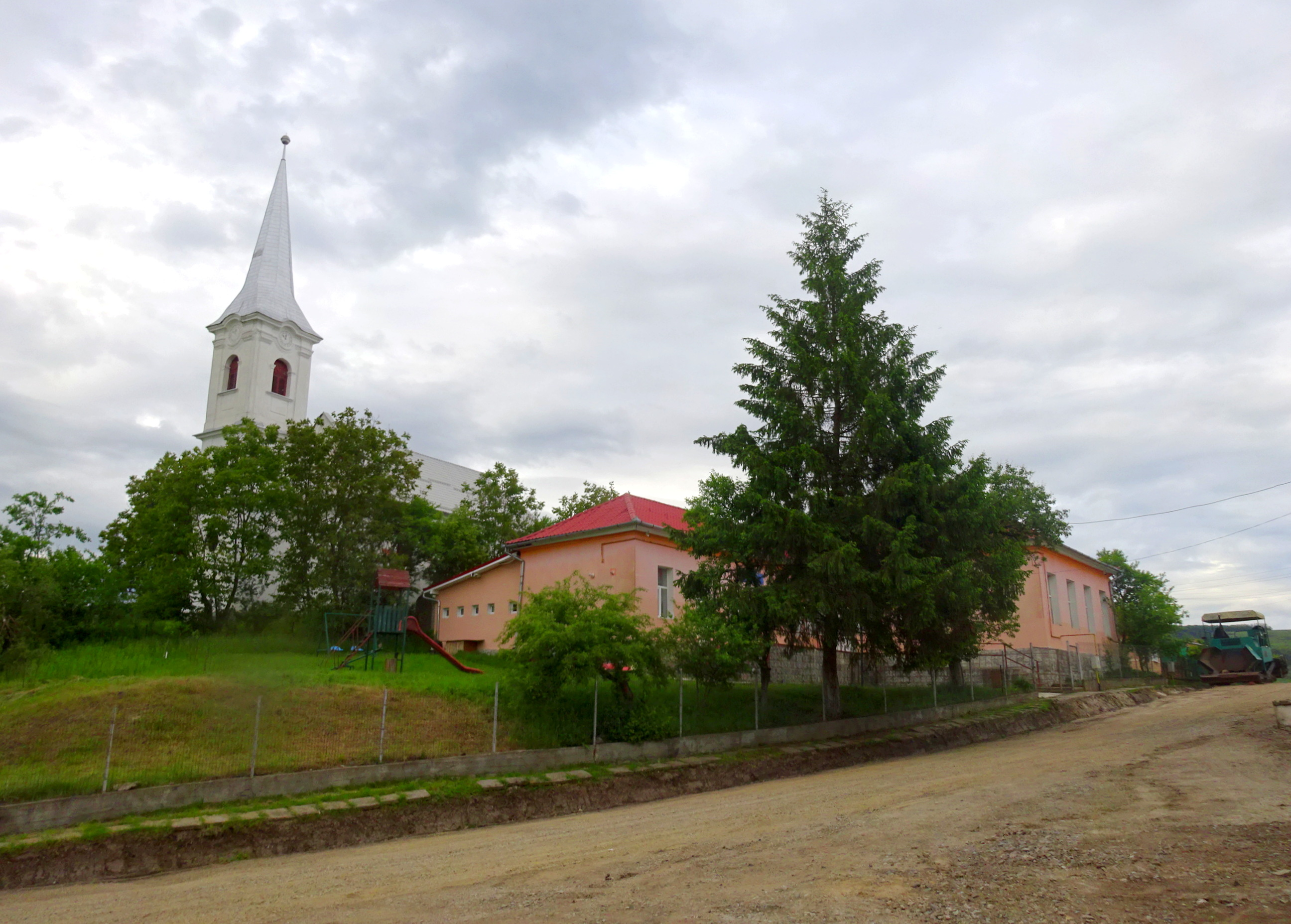
Biserica reformată și școala
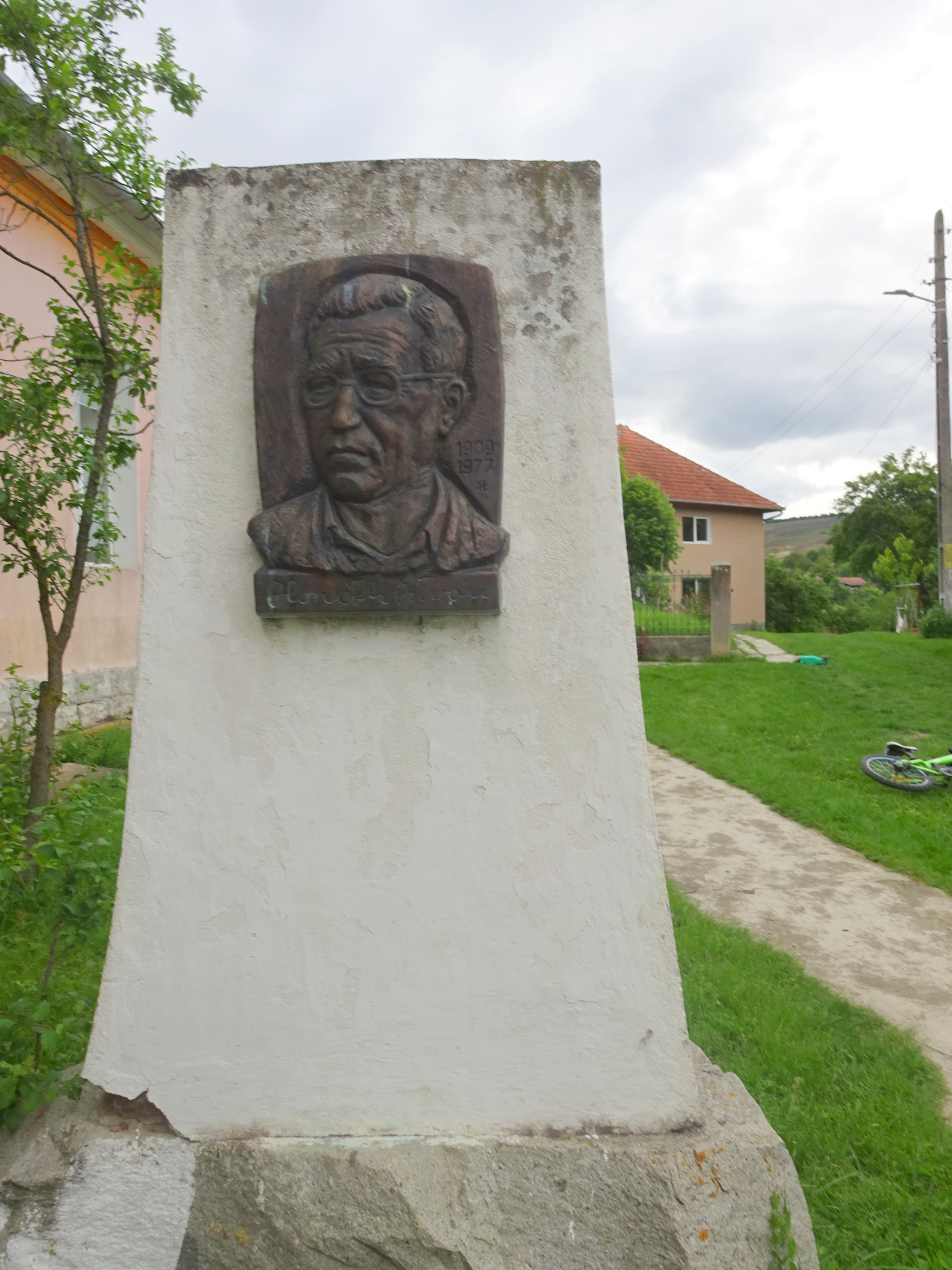
Monumentul dedicat scriitorului István Horváth
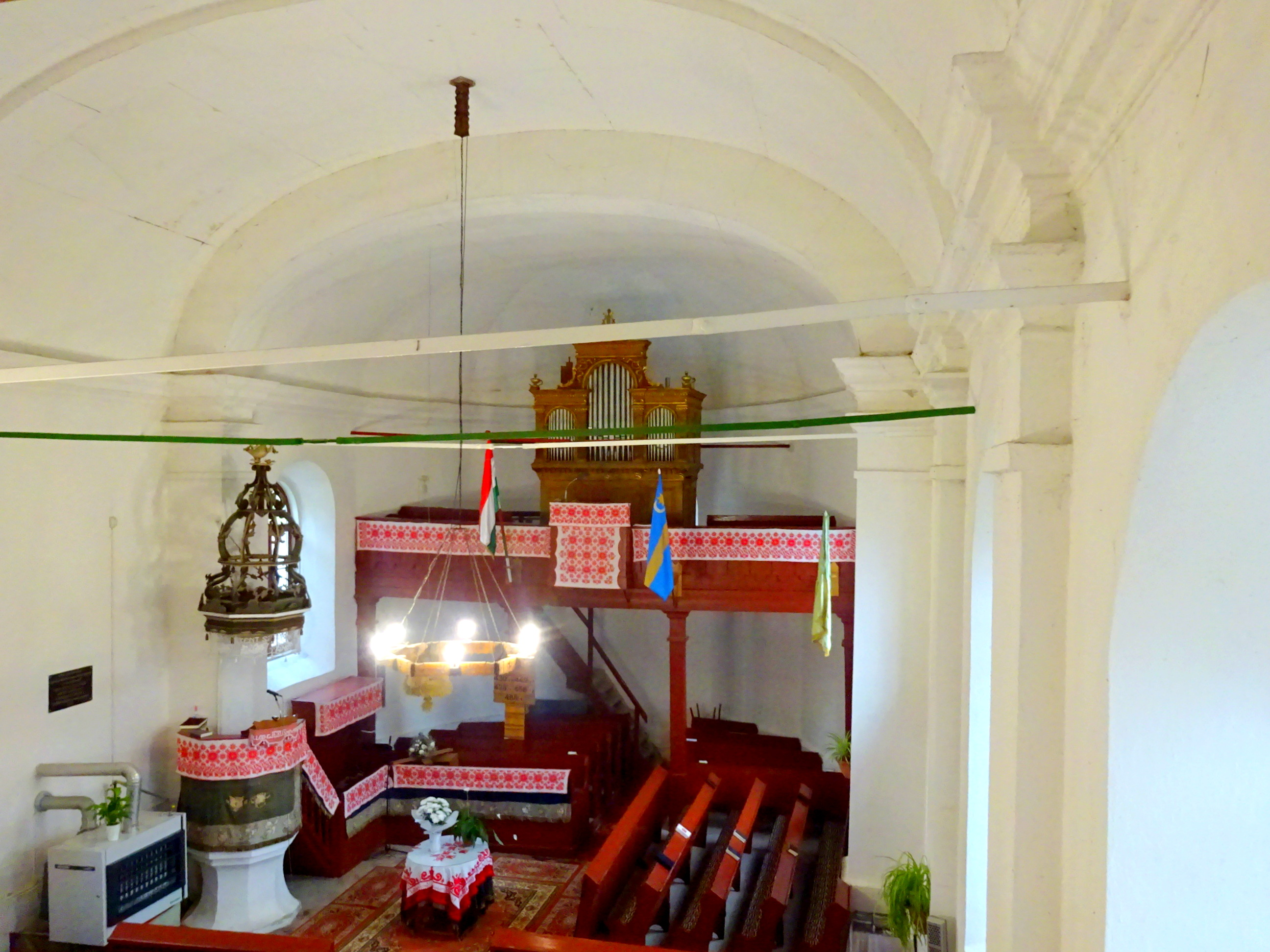
Biserica reformată din Ozd
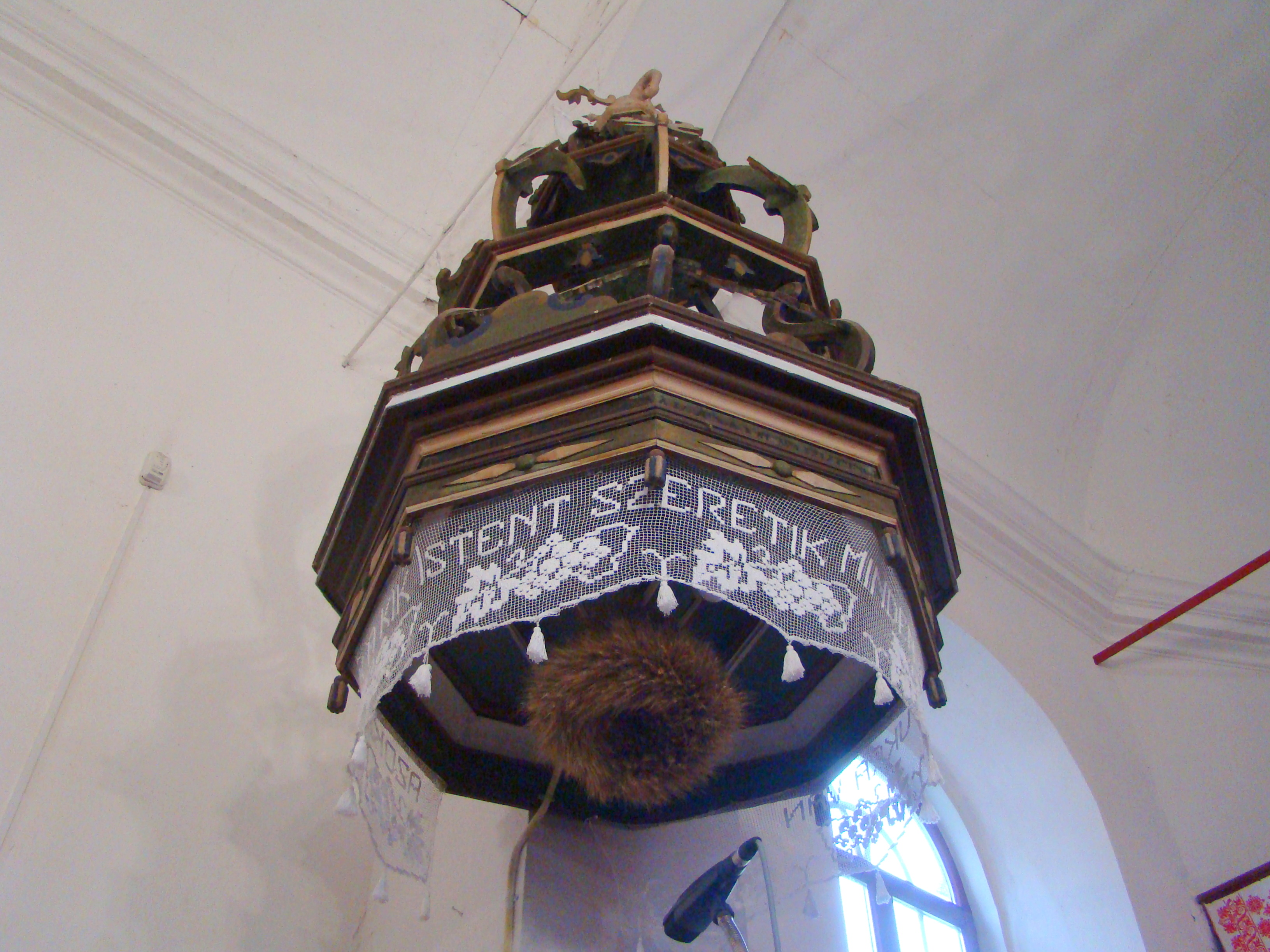
Coronamentul amvonului
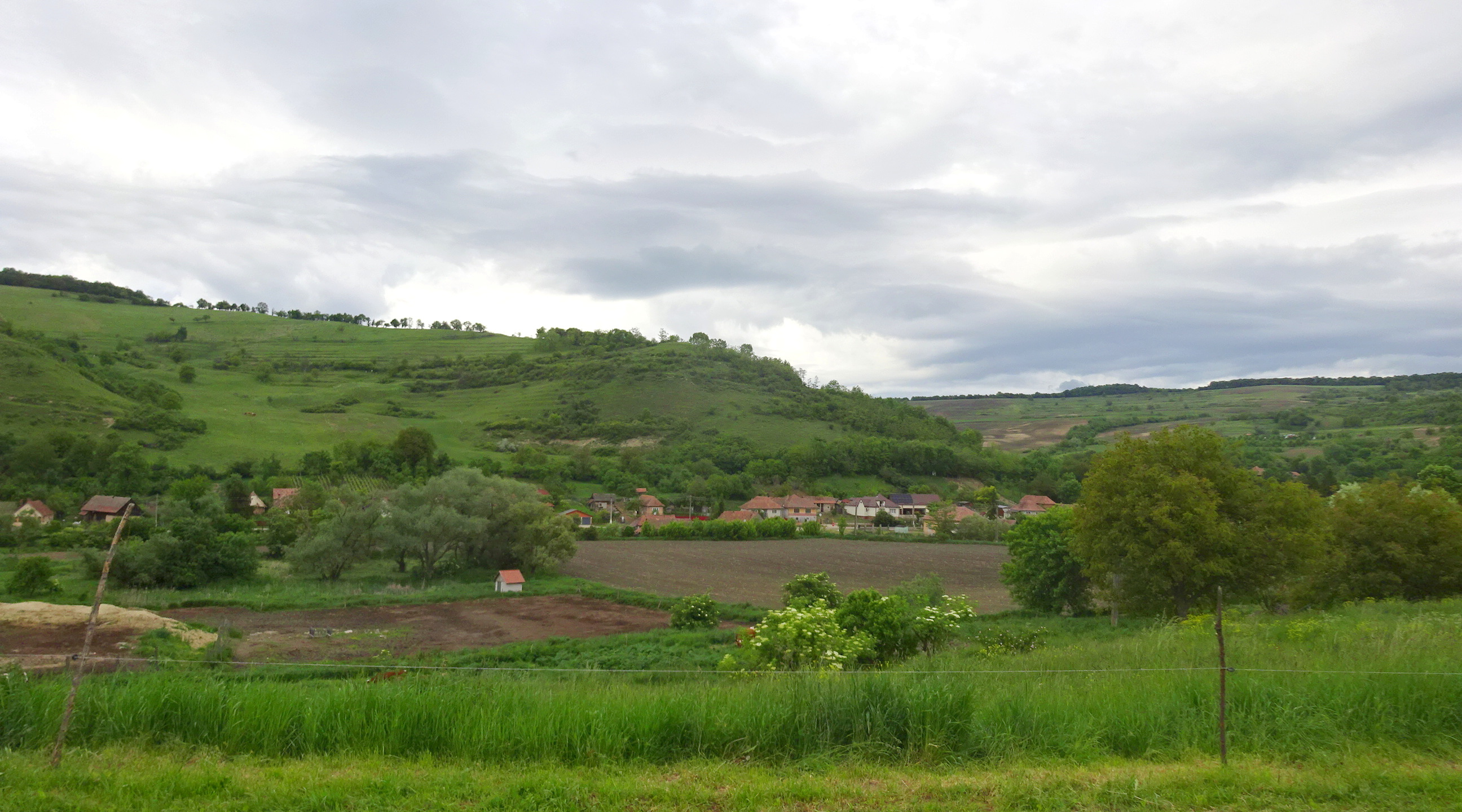
Ozd